# Maison Špiler
La maison Špiler (en serbe cyrillique : Шпилерова кућа ; en serbe latin : Špilerova kuća) se trouve à Petrovaradin et sur le territoire métropolitain de Novi Sad, la capitale de la province autonome de Voïvodine, en Serbie. En raison de sa valeur patrimoniale, elle est inscrite sur la liste des monuments culturels protégés de la république de Serbie (identifiant no SK 2113).

## Présentation
La maison, dont l'histoire est mal connue, a été construite par les Jésuites au moment de leur présence à Petrovaradin entre 1693 et 1773, année où leur ordre fut interdit. On suppose qu'elle a pu servir de résidence d'été ou de bâtiment scolaire. Son nom actuel de « maison Špiler » (Špilerova kuća) lui vient Juraj Špiler, qui en a été le propriétaire dans la première moitié du XXe siècle.
La maison constitue une entité indépendante, de type « maison de campagne », et se trouve en retrait de l'alignement de la rue où elle se trouve. Elle se présente comme une construction massive de forme rectangulaire avec un toit mansardé recouvert de tuiles et de lourdes grilles en fer forgé aux fenêtres. L'ensemble est de style baroque.
L'intérieur original a été globalement préservé. La pièce la plus représentative de l'ensemble est la « grande salle » (velika sala) située au centre de la maison ; de plan carré, elle possède un plafond constitué de quatre arches qui se rencontrent au milieu de la pièce ; elle est dotée d'ornements rococo en stuc.
Le bâtiment, qui constitue un rare exemple de construction ancienne en Voïvodine, a été inscrit sur la liste des monuments culturels de Serbie en 2013.